# 다다미선
다다미선(일본어: 只見線)은 동일본 여객철도의 철도 노선 가운데 하나이다. 일본 후쿠시마현 아이즈와카마쓰시에 위치한 아이즈와카마쓰역과 니가타현 우오누마시에 위치한 고이데역을 잇는다.
눈이 많이 오는 호설 지역을 다니는 노선이다.
주로 아이즈 지방을 달리기 때문에, 유독 아이즈가 붙은 역들이 많다. 아이즈가 붙은 역이 17개다. 이는 후쿠시마현 소재 역의 59%, 노선 전체 역의 45%이다.

## 운행 형태

### 차량

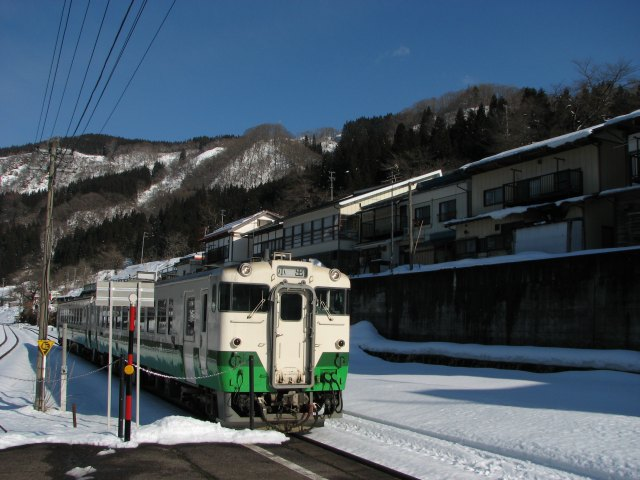
키하40계

- 키하40계

## 역 목록
| 역 이름        | 일본어 이름 | 영업 거리 (km) | 접속 노선                             | 소재지                    | 소재지                    | 소재지           |
| -------------- | ----------- | -------------- | ------------------------------------- | ------------------------- | ------------------------- | ---------------- |
| 아이즈와카마쓰 | 会津若松    | 0.0            | 반에쓰사이선(직결 운행 있음)          | 후쿠시마현                | 아이즈와카마쓰시          | 아이즈와카마쓰시 |
| 나누카마치     | 七日町      | 1.3            |                                       | 후쿠시마현                | 아이즈와카마쓰시          | 아이즈와카마쓰시 |
| 니시와카마쓰   | 西若松      | 3.1            | 아이즈 철도 아이즈 선(직결 운행 있음) | 후쿠시마현                | 아이즈와카마쓰시          | 아이즈와카마쓰시 |
| 아이즈혼고     | 会津本郷    | 6.5            |                                       | 후쿠시마현                | 아이즈와카마쓰시          | 아이즈와카마쓰시 |
| 아이즈타카다   | 会津高田    | 11.3           | 오누마군 아이즈미사토정               | 오누마군 아이즈미사토정   |                           |                  |
| 네기시         | 根岸        | 14.8           | 오누마군 아이즈미사토정               | 오누마군 아이즈미사토정   |                           |                  |
| 니쓰루         | 新鶴        | 16.8           | 오누마군 아이즈미사토정               | 오누마군 아이즈미사토정   |                           |                  |
| 와카미야       | 若宮        | 18.9           | 가와누마군                            | 아이즈반게정              |                           |                  |
| 아이즈반게     | 会津坂下    | 21.6           | 가와누마군                            | 아이즈반게정              |                           |                  |
| 도데라         | 塔寺        | 26.0           | 가와누마군                            | 아이즈반게정              |                           |                  |
| 아이즈사카모토 | 会津坂本    | 29.7           | 가와누마군                            | 아이즈반게정              |                           |                  |
| 아이즈야나이즈 | 会津柳津    | 33.3           | 가와누마군                            | 야나이즈정                |                           |                  |
| 고도           | 郷戸        | 36.9           | 가와누마군                            | 야나이즈정                |                           |                  |
| 다키야         | 滝谷        | 39.6           | 가와누마군                            | 야나이즈정                |                           |                  |
| 아이즈히노하라 | 会津桧原    | 41.5           | 오누마 군                             | 미시마정                  |                           |                  |
| 아이즈니시카타 | 会津西方    | 43.7           | 오누마 군                             | 미시마정                  |                           |                  |
| 아이즈미야시타 | 会津宮下    | 45.4           | 오누마 군                             | 미시마정                  |                           |                  |
| 하야토         | 早戸        | 51.2           | 오누마 군                             | 미시마정                  |                           |                  |
| 아이즈미즈누마 | 会津水沼    | 55.1           | 오누마 군                             | 가네야마정                |                           |                  |
| 아이즈나카가와 | 会津中川    | 58.3           | 오누마 군                             | 가네야마정                |                           |                  |
| 아이즈카와구치 | 会津川口    | 60.8           | 오누마 군                             | 가네야마정                |                           |                  |
| 혼나           | 本名        | 63.6           | 오누마 군                             | 가네야마정                |                           |                  |
| 아이즈코스가와 | 会津越川    | 70.0           | 오누마 군                             | 가네야마정                |                           |                  |
| 아이즈요코타   | 会津横田    | 73.2           | 오누마 군                             | 가네야마정                |                           |                  |
| 아이즈오시오   | 会津大塩    | 75.4           | 오누마 군                             | 가네야마정                |                           |                  |
| 아이즈시오자와 | 会津塩沢    | 80.9           | 미나미아이즈군 다다미정               | 미나미아이즈군 다다미정   |                           |                  |
| 아이즈가모     | 会津蒲生    | 83.9           | 미나미아이즈군 다다미정               | 미나미아이즈군 다다미정   |                           |                  |
| 다다미         | 只見        | 88.4           | 미나미아이즈군 다다미정               | 미나미아이즈군 다다미정   |                           |                  |
| 오시라카와     | 大白川      | 109.2          | 니가타현 미나미우오누마시             | 니가타현 미나미우오누마시 | 니가타현 미나미우오누마시 |                  |
| 이리히로세     | 入広瀬      | 115.6          | 니가타현 미나미우오누마시             | 니가타현 미나미우오누마시 | 니가타현 미나미우오누마시 |                  |
| 가미조         | 上条        | 118.7          | 니가타현 미나미우오누마시             | 니가타현 미나미우오누마시 | 니가타현 미나미우오누마시 |                  |
| 에치고스하라   | 越後須原    | 123.1          | 니가타현 미나미우오누마시             | 니가타현 미나미우오누마시 | 니가타현 미나미우오누마시 |                  |
| 우오누마타나카 | 魚沼田中    | 127.0          | 니가타현 미나미우오누마시             | 니가타현 미나미우오누마시 | 니가타현 미나미우오누마시 |                  |
| 에치고히로세   | 越後広瀬    | 129.5          | 니가타현 미나미우오누마시             | 니가타현 미나미우오누마시 | 니가타현 미나미우오누마시 |                  |
| 야부카미       | 薮神        | 131.6          | 니가타현 미나미우오누마시             | 니가타현 미나미우오누마시 | 니가타현 미나미우오누마시 |                  |
| 고이데         | 小出        | 135.2          | 니가타현 미나미우오누마시             | 니가타현 미나미우오누마시 | 니가타현 미나미우오누마시 | 조에쓰선         |